# Музей плаката в Вилянуве
Музей плаката в Вилянуве (пол. Muzeum Plakatu w Wilanowie) — один из музеев Варшавы, Польша. Находится на улице Станислава Костки-Потоцкого 10/16 в варшавском районе Вилянув, на территории парка вокруг Вилянувского дворца короля Яна III Собеского. Здание музея построено на месте прежнего здания манежа, от которого остался только главный фасад. Музей открыт в 1968 году и является отделением варшавского национального музея. Сейчас коллекция музея насчитывает свыше 54 тысяч произведений, выполненных в форме плаката. С 1994 года в чётные годы в музее происходит «Международное биеннале плаката в Варшаве» (англ. International Poster Biennale in Warsaw). Биеннале плаката впервые было организовано в 1966 году. Проходит под эгидой Международного совета ассоциаций по графическому дизайну (англ. International Council of Graphic Design Association – Icograda).